# 瓦尔德巴赫 (奥地利)
瓦尔德巴赫是奥地利施泰尔马克州哈特贝格县的一个市镇。总面积18.67平方公里，总人口826人，人口密度38人/平方公里（2005年）。